# Aanbidding der Koningen (Stefano da Verona)
De Aanbidding der Koningen (Italiaans: Adorazione dei Magi) is een schilderij van Stefano da Verona gemaakt in circa 1435. Sinds 1818 maakt het werk deel uit van de collectie van de Pinacoteca di Brera in Milaan. Het werk wordt gezien als een van de beste werken van de schilder en van de internationale gotiek in Italië. 

## Geschiedenis
Hoewel de authenticiteit van de handtekening en de geschreven datum (tussen de bloemen, midden onder) voor sommige kenners twijfelachtig zijn, wordt de toeschrijving van het schilderij unaniem aanvaard. Een vermelding in Le Vite van Vasari bevestigt het auteurschap. Het schilderij moet zijn gemaakt tussen de terugkeer van de schilder naar Verona in 1425 en zijn dood rond 1438.
In de negentiende eeuw was het schilderij eigendom van de familie Ottolini uit Verona, die het verkocht aan Domenico Biasoli. Deze verkocht het op zijn beurt in 1818 aan de Pinacoteca di Brera, als een werk van Stefano Fiorentino. 

## Voorstelling
Stefano da Verona moet bekend zijn geweest met de Aanbidding der Koningen van Gentile da Fabriano (uit 1423) of op zijn minst met een gemeenschappelijk voorbeeld. Stefano’s versie bestaat uit twee registers. Onderin brengen de drie wijzen hulde aan Jezus en Maria omringd door hun gevolg. Bovenin zijn verschillende scènes te zien, zoals groepen herders en jagers, de aankomst van de wijzen met de ster van Bethlehem en het laatste deel van de processie met honden en dromedarissen. Er is geen gebrek aan merkwaardige details, ontleend aan het dagelijks leven, zo drinkt een jager uit een fles en houdt een andere een haas vast.
De schilder liet de ruimtelijkheid bewust onnauwkeurig om het geheel een onwerkelijke en sprookjesachtige uitstraling te geven. Dit is goed te zien in de figuren van de drie paarden, waarvan niet duidelijk is hoe hun lichamen kunnen passen in de menigte. Aan de andere kant wordt, zoals typisch is voor de laatgotische stijl, grote zorg besteed aan de weergave van naturalistische details, zoals de bloemen op de voorgrond of het vlechtwerk van de stal. Door middel van een complexe compositie en een verfijnde techniek, waaronder het gebruik van kronkelige lijnen en luxueuze details, zoals de gewaden, de juwelen en de gouden harnassen, creëert de kunstenaar een levendig tafereel dat de blik van toeschouwer gevangen houdt.
De scène op de voorgrond wordt gedomineerd door Maria, gezeten in de stal voor de os en de ezel, met Jezus op haar knieën. De drie koningen symboliseren drie levensfasen. De oudste heeft zijn kroon al afgezet en knielt terwijl hij een gouden voorwerp aan het kind geeft. Jezus strekt zijn handen uit om het cadeau aan te nemen en te zegenen. De middelste koning bukt zich en neemt zijn kroon af terwijl hij in zijn linkerhand een gouden kistje vasthoudt. De jongeling houdt ook een geschenk vast en kijkt van achteren aandachtig toe. De andere twee figuren met aureolen, op de eerste rij achter Jezus, zijn Jozef en Anna, de moeder van Maria. Om de hoofdrolspelers heen staan talrijke personages die nieuwsgierig - sommigen steken hun hoofd omhoog of opzij - naar het kindje Jezus kijken. In het gevolg van de koningen bevinden zich ook twee zwarte mannen.
Het rijk versierde tuig van de paarden en de merkwaardige hoeden in het gevolg van de koningen herinneren aan de kleding van het Byzantijnse hof dat voor het concilie van 1431 naar Bazel kwam. Ook in de werken van Pisanello, een vriend van Stefano da Verona, komen deze elementen voor. De pauw op het dak van de stal is een oud christelijk symbool van wederopstanding en onsterfelijkheid. Het viooltje op de voorgrond symboliseert de nederigheid van Christus, de rode anjer de passie.

## Afbeeldingen

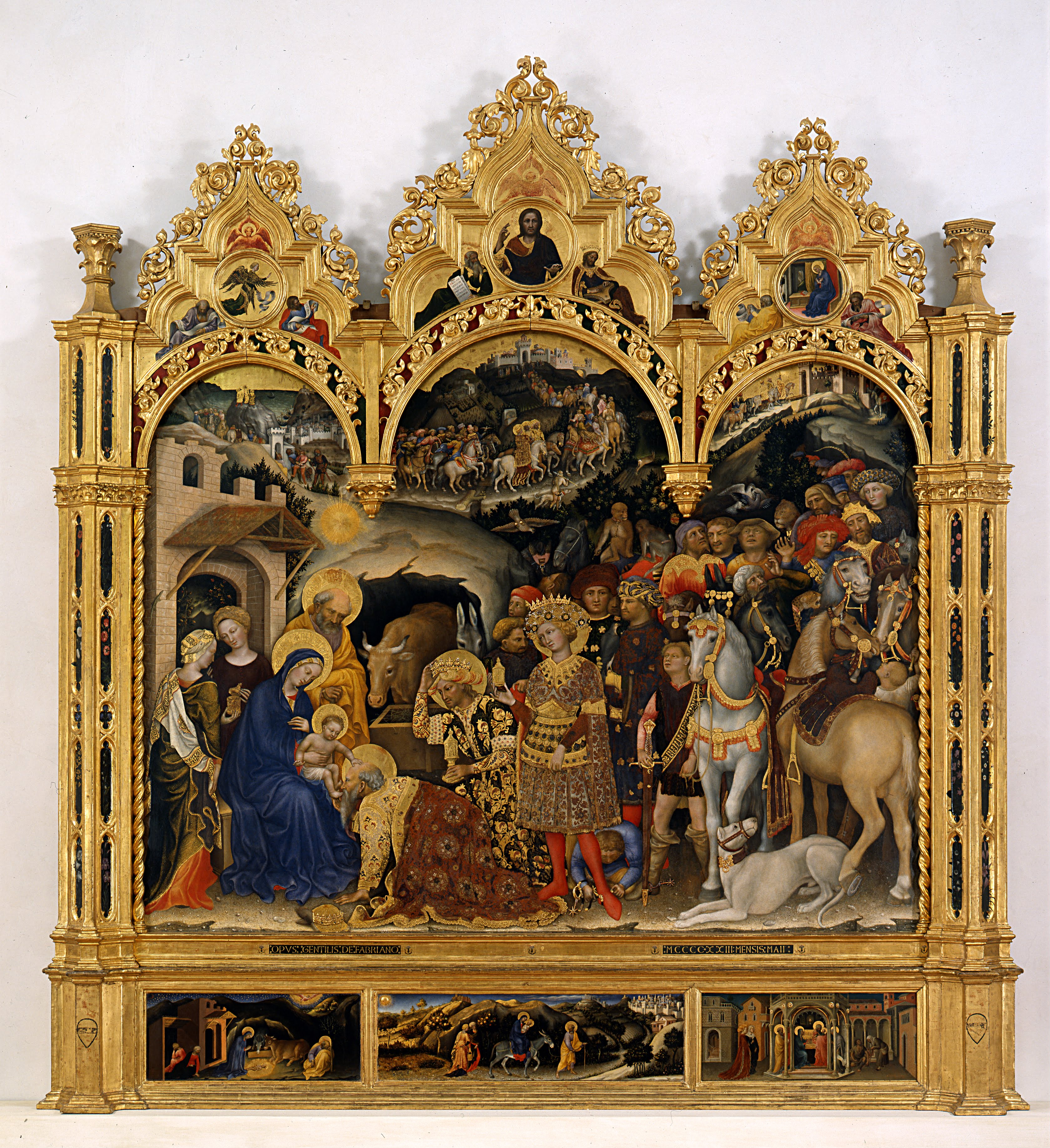
Aanbidding der Koningen - Gentile da Fabriano
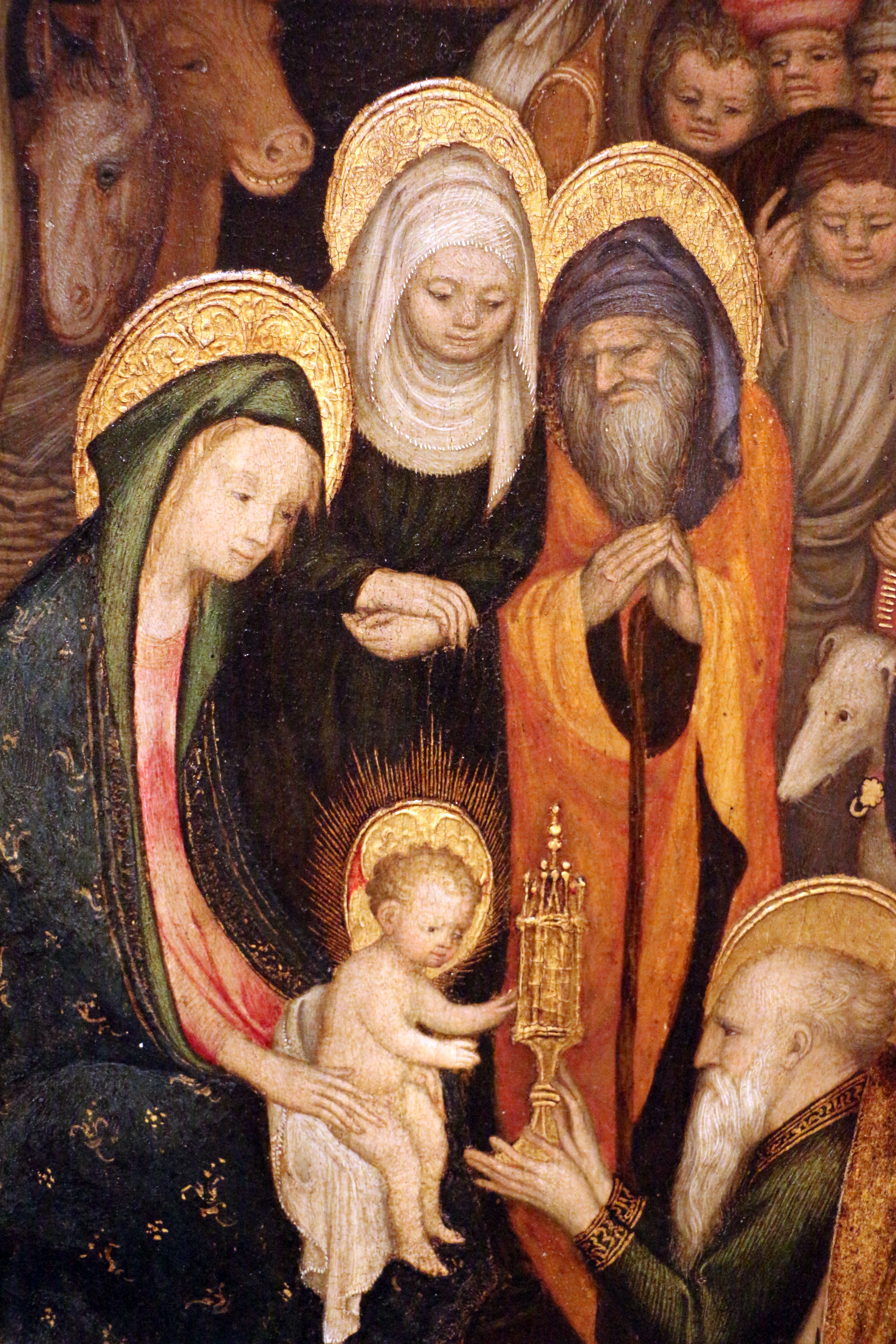
Detail
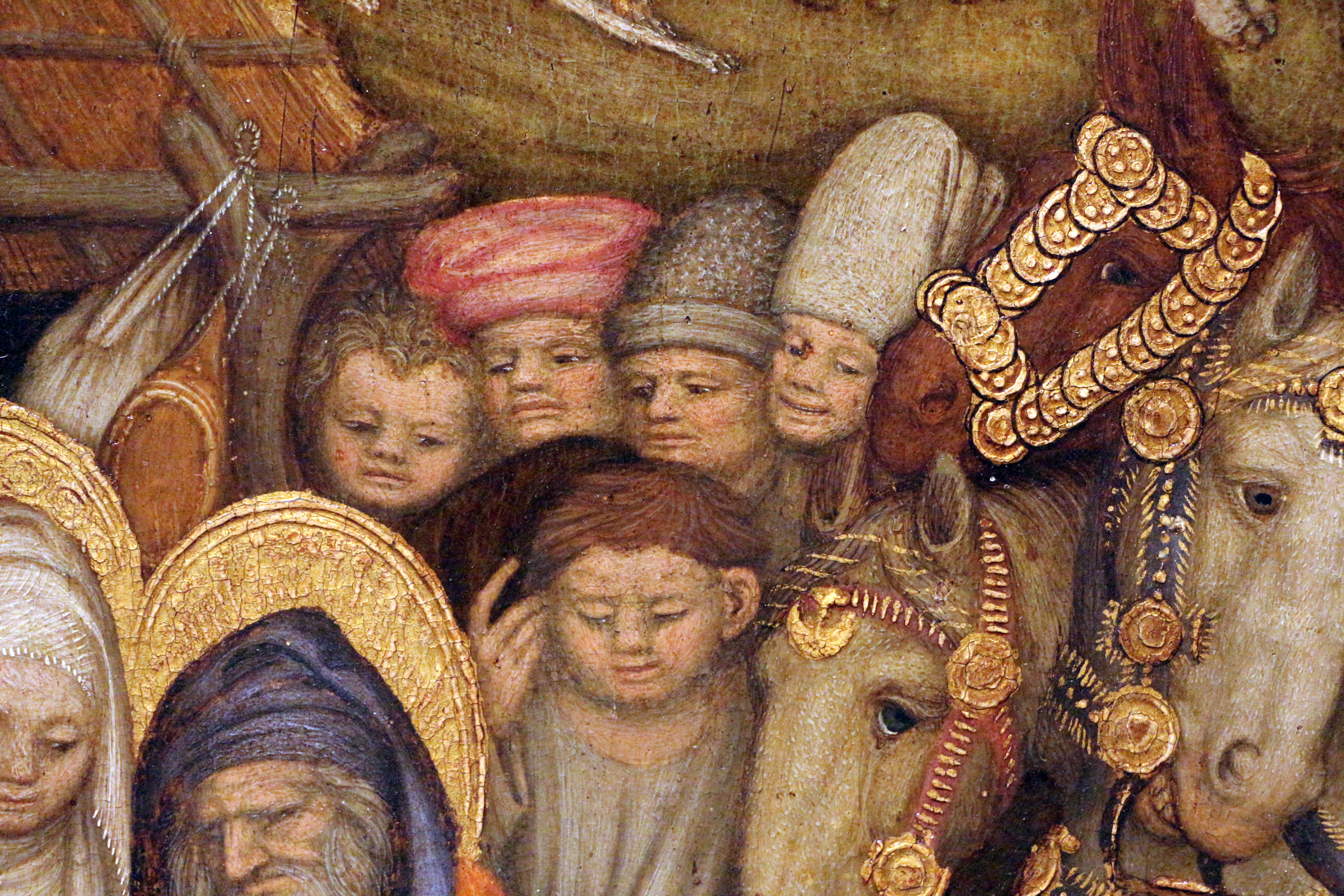
Detail
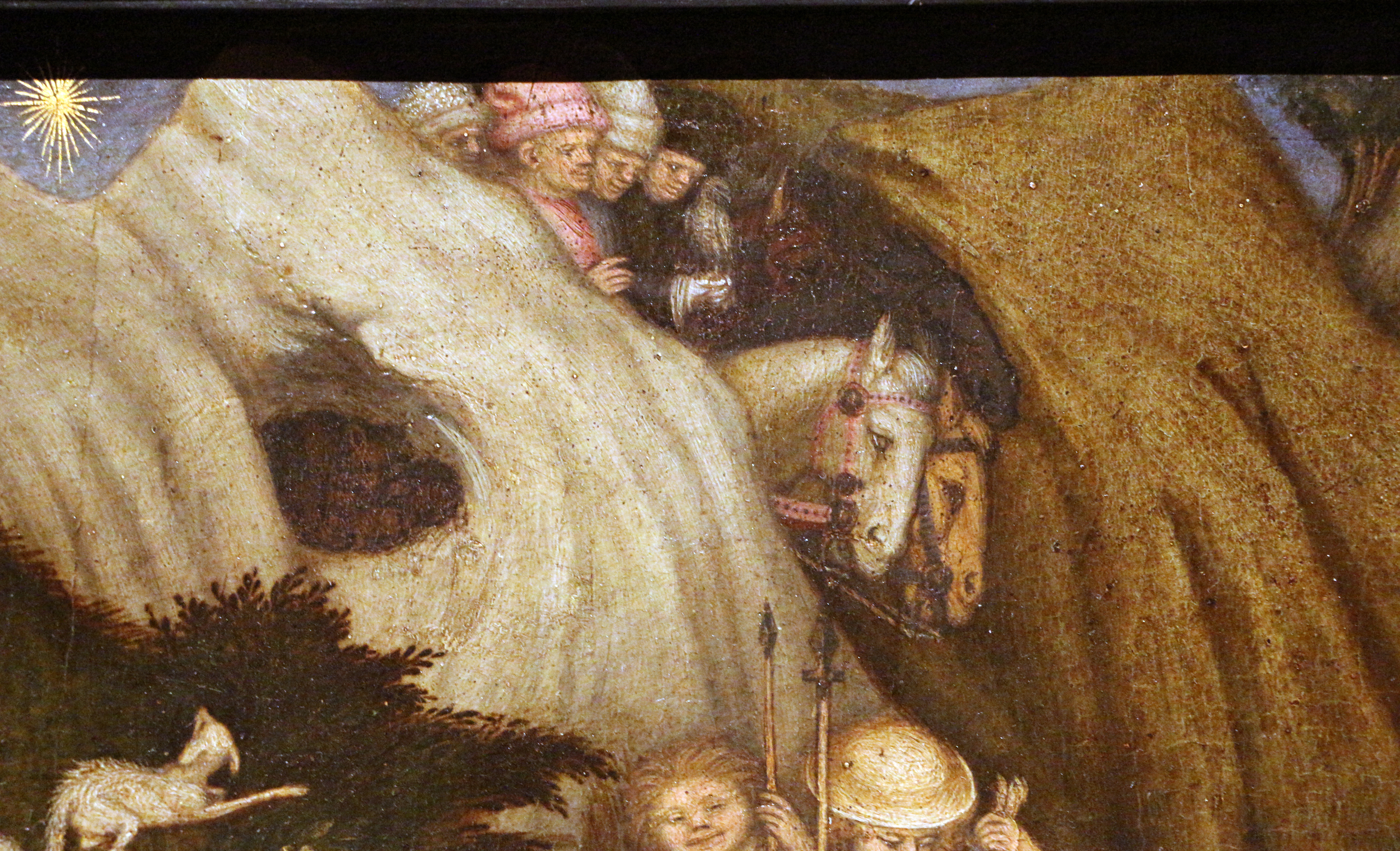
Detail, aankomst van de wijzen
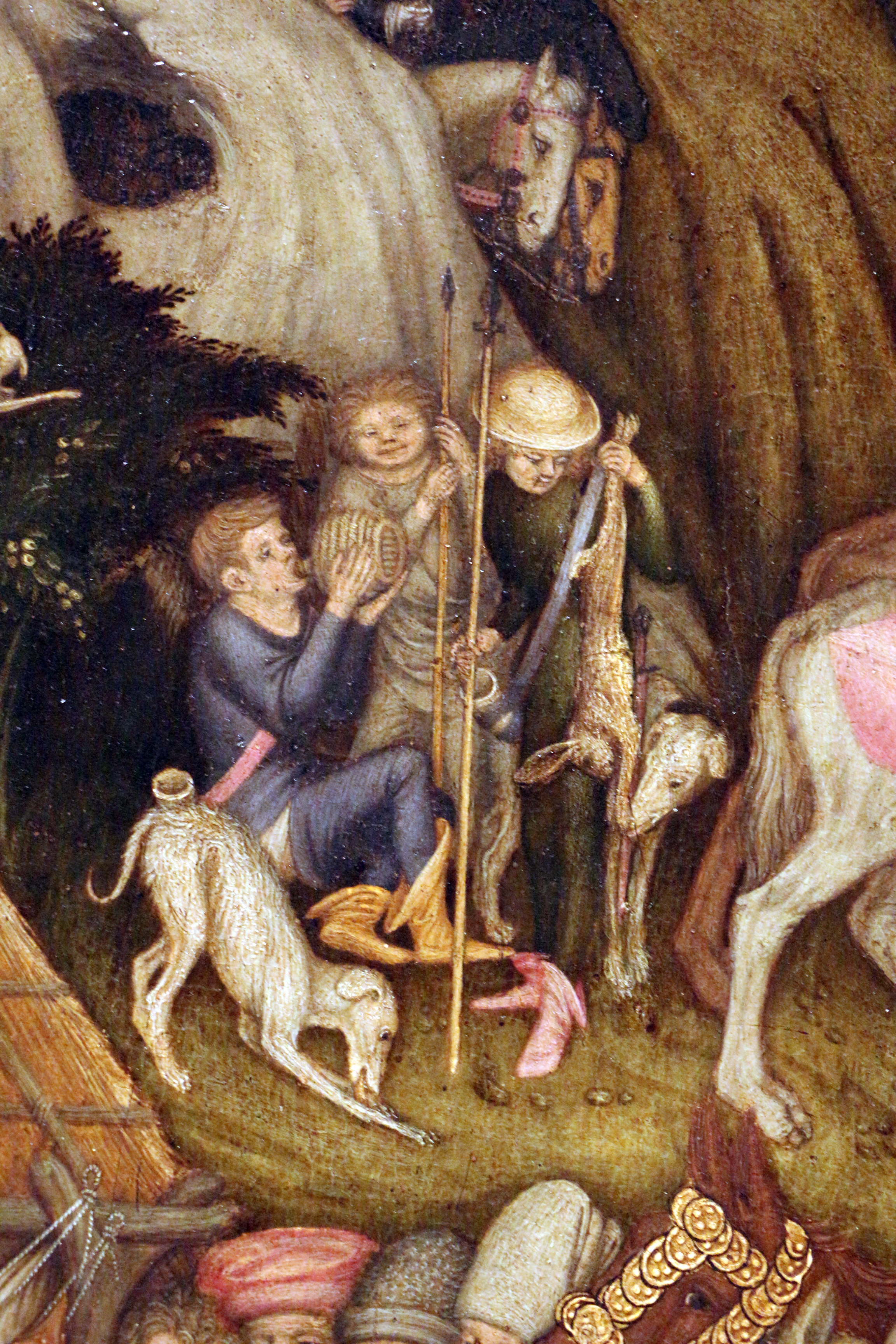
Detail, groep jagers
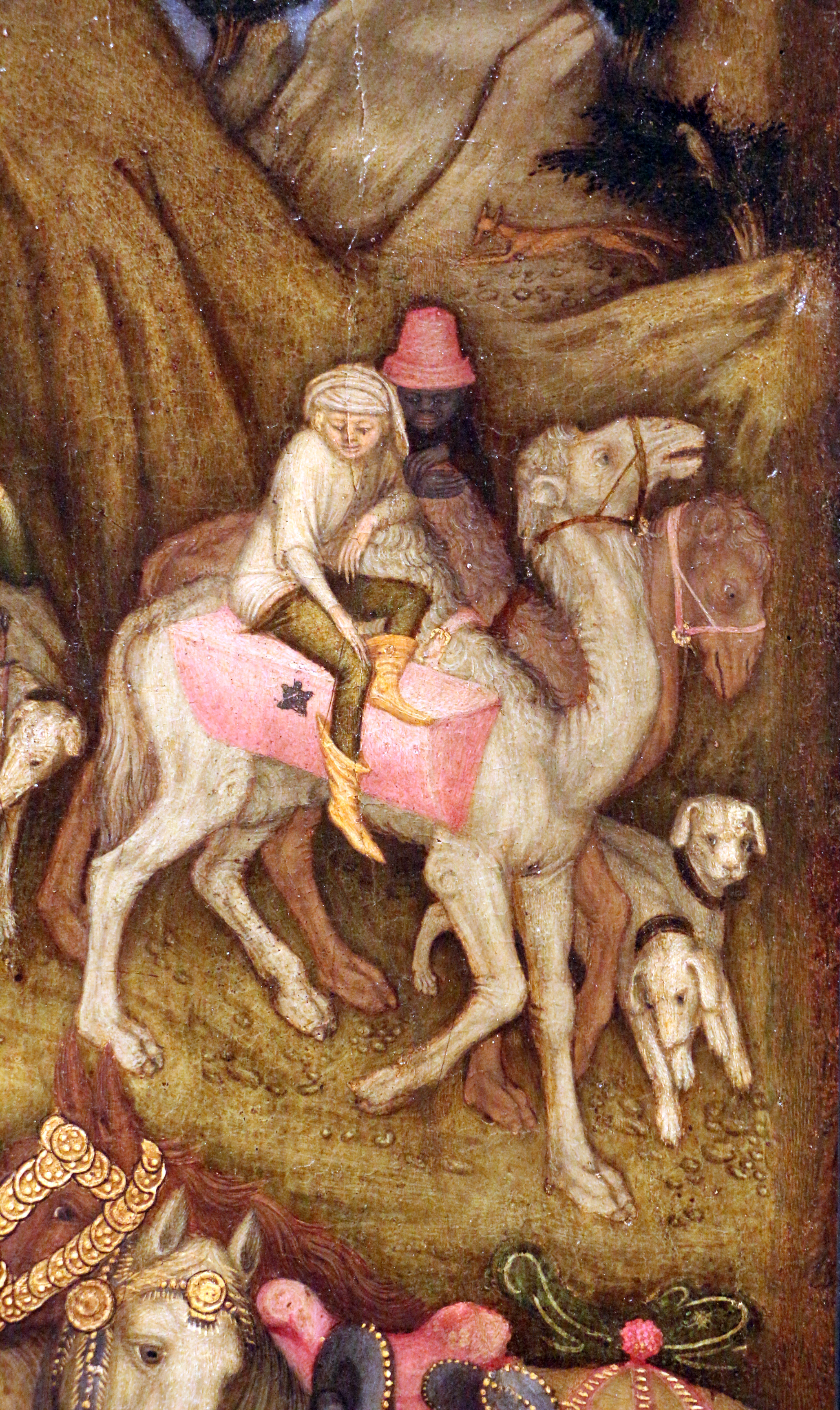
Detail, dromedarissen
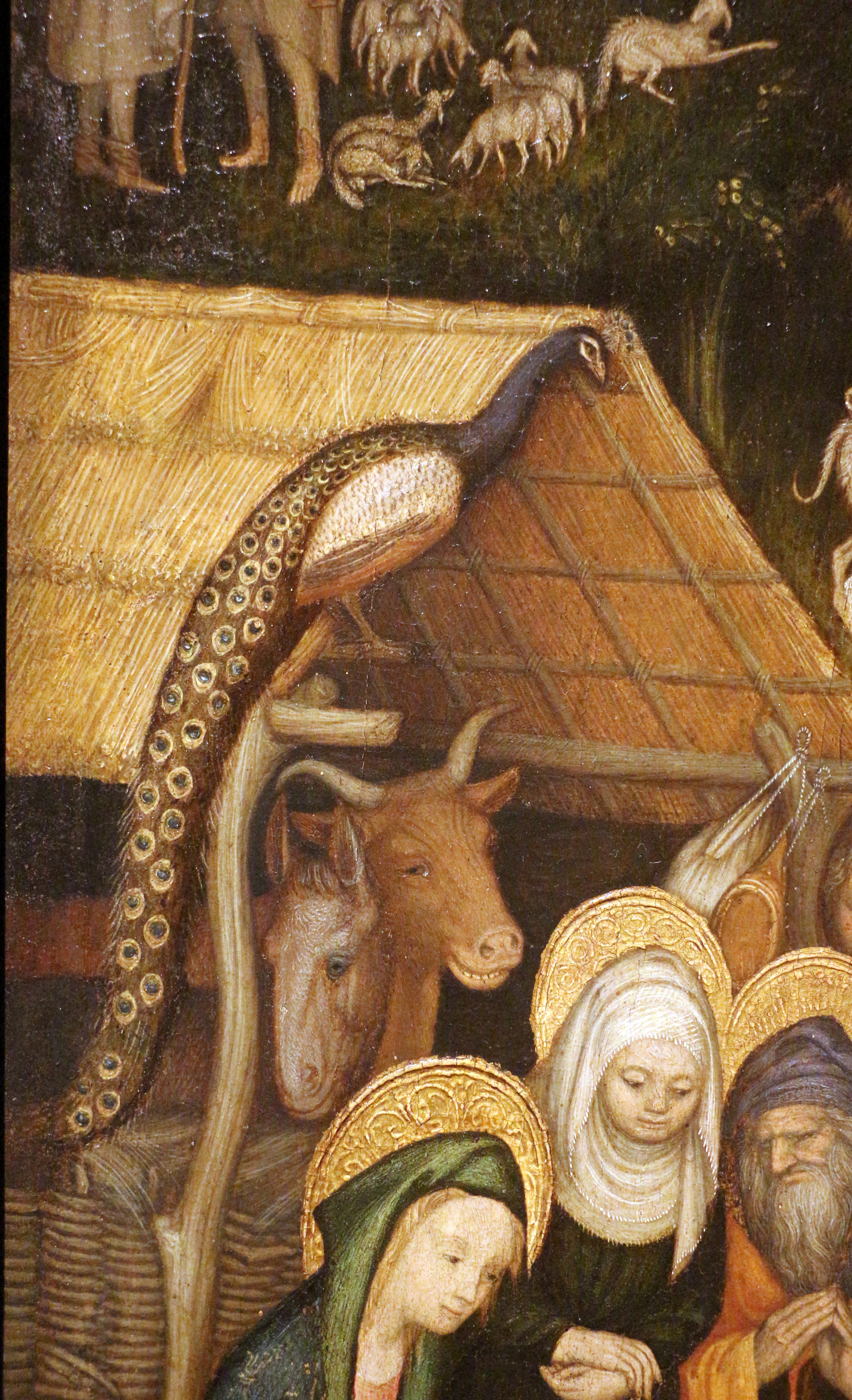
Detail, pauw
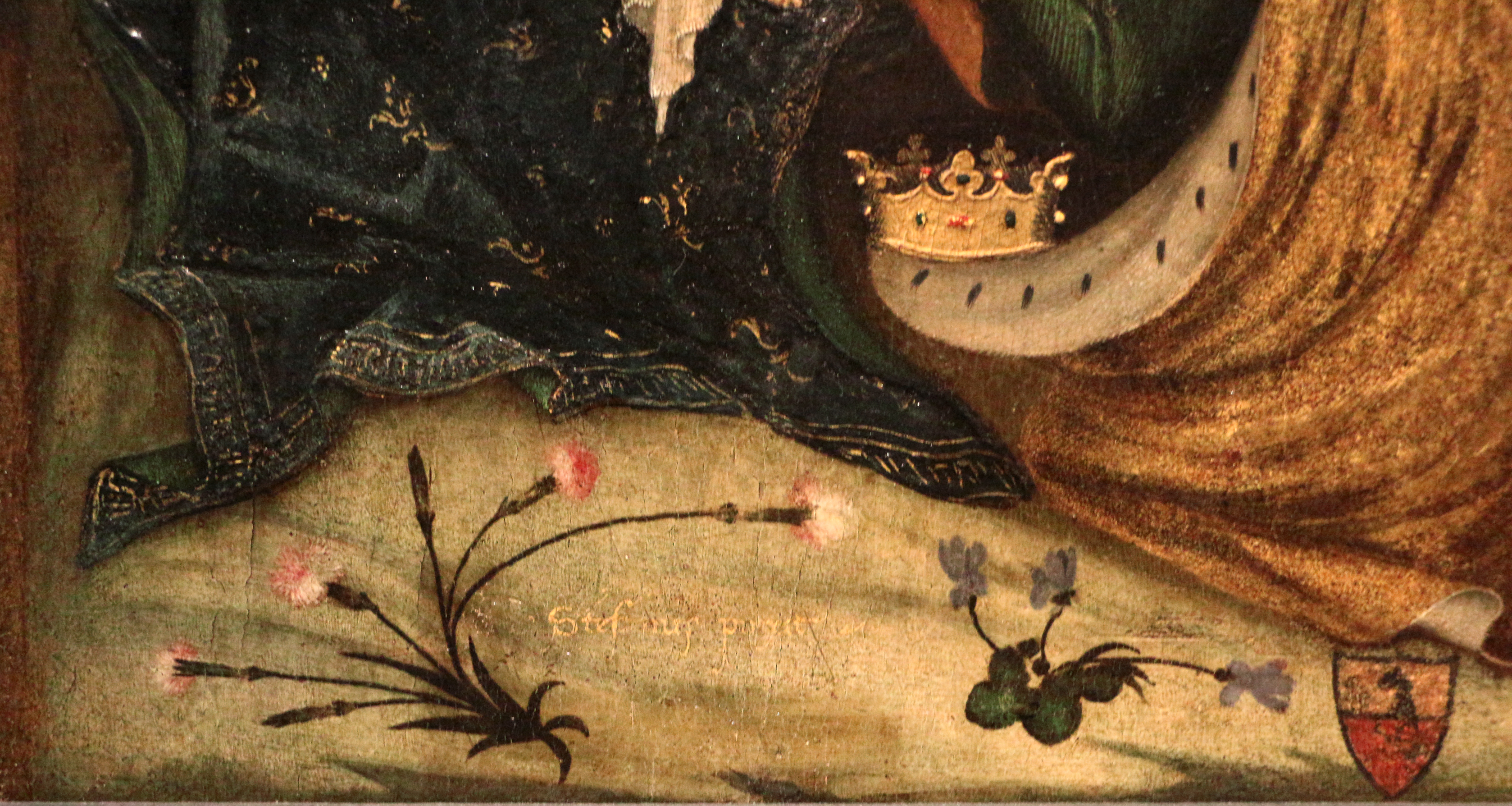
Detail, bloemen en handtekening